# Mine's
MINE'S é uma empresa de tuning com base em Yokosuka, Japão. A MINE'S foi iniciada por Tsuzo Niikura em 1985. Eles atraíram a atenção de 1988 por estar entre as primeiras empresas japonesas a vender reprogramar sistemas de ECU em carros esportes japoneses. Hoje eles vendem muitos produtos, que variam de injetores para motores completos.
Mine's atualmente faz upgrades de software para centenas de carros japoneses, mas apenas faz upgrades de hardware para poucos carros. Seu desempenho em upgrades incluem sistemas de exaustão, computadores do motor, eixos, peças de suspensão, sistemas de freio e peças de fibra de carbono no corpo. Mine's é conhecida por seu trabalho sobre o Nissan Skyline GT-R, mais especificamente o R32, R33, R34 e modelos R35.
Além do Skyline GT-R Mine's vende também atualizações para outros carros, como o Mitsubishi Lancer Evolution, o Subaru Impreza WRX e os Nissan Fairlady Z. O Mine's Fairlady Z é incomum, pois continua a ser aspirado naturalmente, ao contrário dos tuners.

## Ligações Externas
- Mines-wave.com, Site Oficial